# Киламба
Нова-Сидад-де-Киламба (Киламба, рус. «Новый Город Киламба») — большое жилищное строительство в 30 км от Луанды, столицы Анголы. Здания строились Международной китайской инвестиционной корпорацией по управлению имуществом.
Киламба рассчитана на проживание 500 000 человек и включает в себя 750 восьмиэтажных жилых домов, более ста торговых помещений, а также десятки школ. Стоимость строительства указывается как 3,5 млрд долларов США, финансирование обеспечивается за счет китайской кредитной линии, погашение которой происходит ангольским правительством с помощью нефти.
По состоянию на июль 2012 года строительство зданий в основном было завершено, но они до сих пор пустовали. Только 220 квартир из первой группы в 2800 квартир были проданы. Продажи шли медленно из-за трудностей в получении ипотечных кредитов. Работала одна школа, но детей привозили на автобусах издалека, так как живущих поблизости не было. Правительство Анголы планировало использовать некоторые из жилых домов в качестве социального жилья.
Хотя Киламба способствует достижению обещания президента Жозе Эдуарду душ Сантуша, данного им на выборах в 2008 году, а конкретно — созданию миллионов новых домов в течение четырёх лет, Ангола не имеет большого среднего класса, который будет в состоянии купить такие дома. Поэтому фактически город является городом-призраком.